# ピョートル・フェドトフ
ピョートル・ワシーリエヴィッチ・フェドトフ（ロシア語:ロシア語: Петр Васильевич Федотов、1900年 - 1963年）は、ソ連のチェキスト。中将（剥奪）。

## 経歴
ペテルブルクの鉄道馬車の車掌の家庭に生まれる。1915年、D.I.メンデレーエフ名称ペトログラード学校を卒業し、ペトログラード郵便局の配送係として働いた。1919年～1921年、赤軍に勤務。
1921年から国家保安機関。1937年まで、北カフカーズのチェーカー、OGPU、内務人民委員部（NKVD）機関に勤務した。1937年11月からNKVD国家保安総局中央機構に移り、秘密政治課を指揮した。1941年2月から防諜局長。
1946年9月から1949年9月まで対外諜報部を指導し、後に防諜局を再び指揮した。1956年、ソ連国家保安委員会（KGB）編集・出版課副課長。
1959年、スターリン時代の「社会主義的適法性違反」に対して、将官の階級を剥奪され、KGBから解雇された。

## パーソナル
レーニン勲章2個、赤旗勲章4個、一等クトゥーゾフ勲章、赤星勲章、「名誉記章」勲章、「名誉チェキスト」、「NKVD功労職員」胸章を受賞。